# Korean Air
Korean Air Lines Co., Ltd., (KSE: 003490), яка діє під назвою Korean Air — національна і найбільша авіакомпанія Південної Кореї, один з чотирьох авіаперевізників-засновників глобального авіаційного альянсу пасажирських перевезень SkyTeam.
Korean Air входить у першу двадцятку провідних авіакомпаній світу за обсягом перевезених пасажирів, має маршрутну мережу на міжнародних напрямках до 135 міст понад 45 країн світу, всередині країни компанія виконує польоти в 20 пунктів призначення. Головними хабами авіакомпанії є два міжнародних аеропорти Сеула — Інчхон і Кімпхо. Штаб-квартира і головний центр управління Korean Air розташовується в адміністративному утворенні Конхандон району Кансогу в Сеулі, великі філії розташовані в Міжнародному аеропорту Чеджу і пусанському Міжнародному аеропорту Кімхе.

## Історія
Korean Air була створена в 1962 південнокорейським урядом як заміна заснованої в 1948 авіакомпанії Korean National Airlines. 1 березня 1969 Korean Air бере під свій контроль корейський фінансовий холдинг Hanjin Transport Group. 26 квітня 1971 року авіакомпанія здійснила свій перший далекий вантажний рейс до Лос-Анджелеса, а майже через рік - 19 квітня 1972 року - свій перший далекий пасажирський рейс у цей ж місто.
Авіакомпанія обслуговувала міжнародні маршрути в Лос-Анджелес, Гонконг і Тайвань на літаках Boeing 707 аж до 1973 року, коли нові Boeing 747, що надійшли в експлуатацію, замінили 707-е на тихоокеанських і транстихоокеанських рейсах. У 1973 році авіакомпанія відкрила європейський напрямок рейсами в Париж на літаках Boeing 707 і McDonnell Douglas DC-10. З отриманням 1975 року аеробусів A300 Korean Air стала першою азійською авіакомпанією - клієнтом європейського концерну Airbus.
1 березня 1984 року авіакомпанія змінила свою офіційну назву з Korean Air Lines на існуюче понині Korean Air і поміняла ліврею літаків: вводилася ліврея зі стилізованим прапором республіки («Тхегікі») на тлі домінуючого блакитного кольору зі сріблом і сріблом. Ліврея була розроблена Korean Air у співпраці з корпорацією Boeing та вперше з'явилася на літаках Fokker F28. У 1990 році авіакомпанія однією з перших у світі отримала нові літаки McDonnell Douglas MD-11, проте після недовгої експлуатації на пасажирських лініях MD-11 були перероблені у вантажну конфігурацію на додаток до вантажного флоту Boeing 747, що вже використовувався.
Станом на березень 2007 року у Korean Air працювали 16.623 человек.[2] 5 червня того ж року авіакомпанія оголосила про створення низькобюджетного дочірнього компанії для конкуренції з високошвидкісною залізничною системою перевезень Korea Train Express, яка пропонувала пасажирам нижчі порівняно з Korean Air тарифи та значно менш жорсткі процедури перевірки безпеки. Новий лоу-костер отримав назву Jin Air і розпочав свою діяльність 17 липня 2008 року з польотів між Сеулом та Чеджу. За заявою керівництва Korean Air планує додатково передати дочірній авіакомпанії кілька літаків Boeing 737 і Airbus A300.

## Події та нещасні випадки
Korean Air має досить високий показник статистики аварійності авіакомпаній. Станом на грудень 2008 року авіакомпанія зайняла 71 місце у списку з 88 авіаперевізників світу за критерієм безпеки польотів за останні двадцять років. З 1970 року Korean Air втратила 16 літаків в авіаційних інцидентах, внаслідок яких загинуло понад 700 людей.
Найбільшою катастрофою був збиття рейсу 1 вересня 1983 року в повітряному просторі СРСР, внаслідок якого загинуло 246 пасажирів та 23 члени екіпажу. 6 серпня 1997 року у катастрофі на острові Гуам загинуло 228 осіб із 254, які перебували на борту.

## Галерея

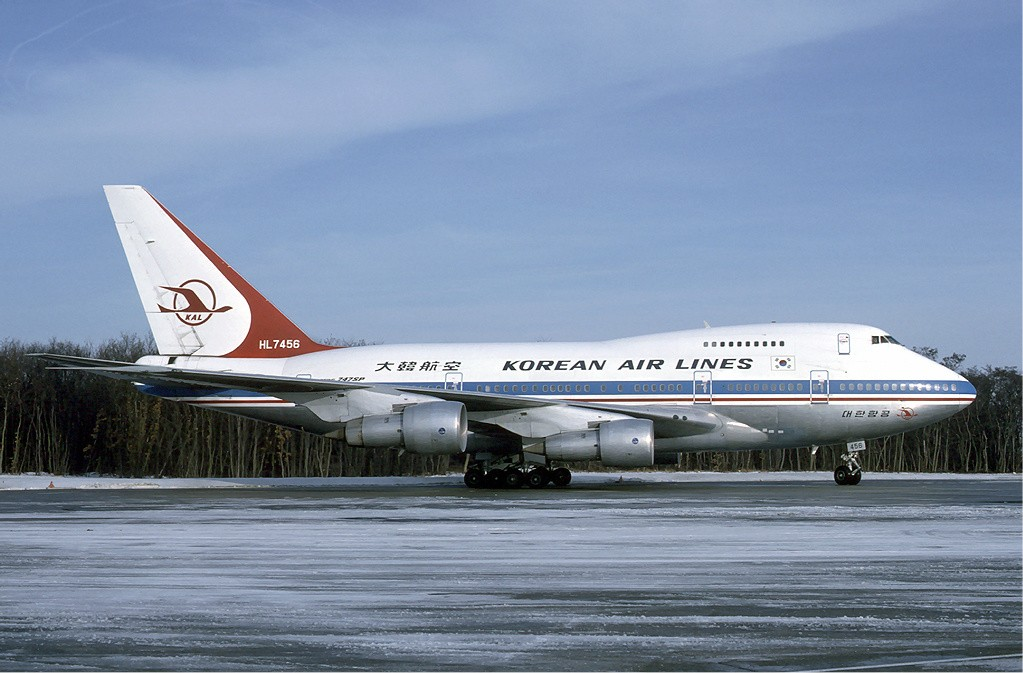
Boeing 747SP Korean Air Lines в Міжнародному аеропорту Базель-Мюлуз-Фрайбург, Франція, 1985 рік.
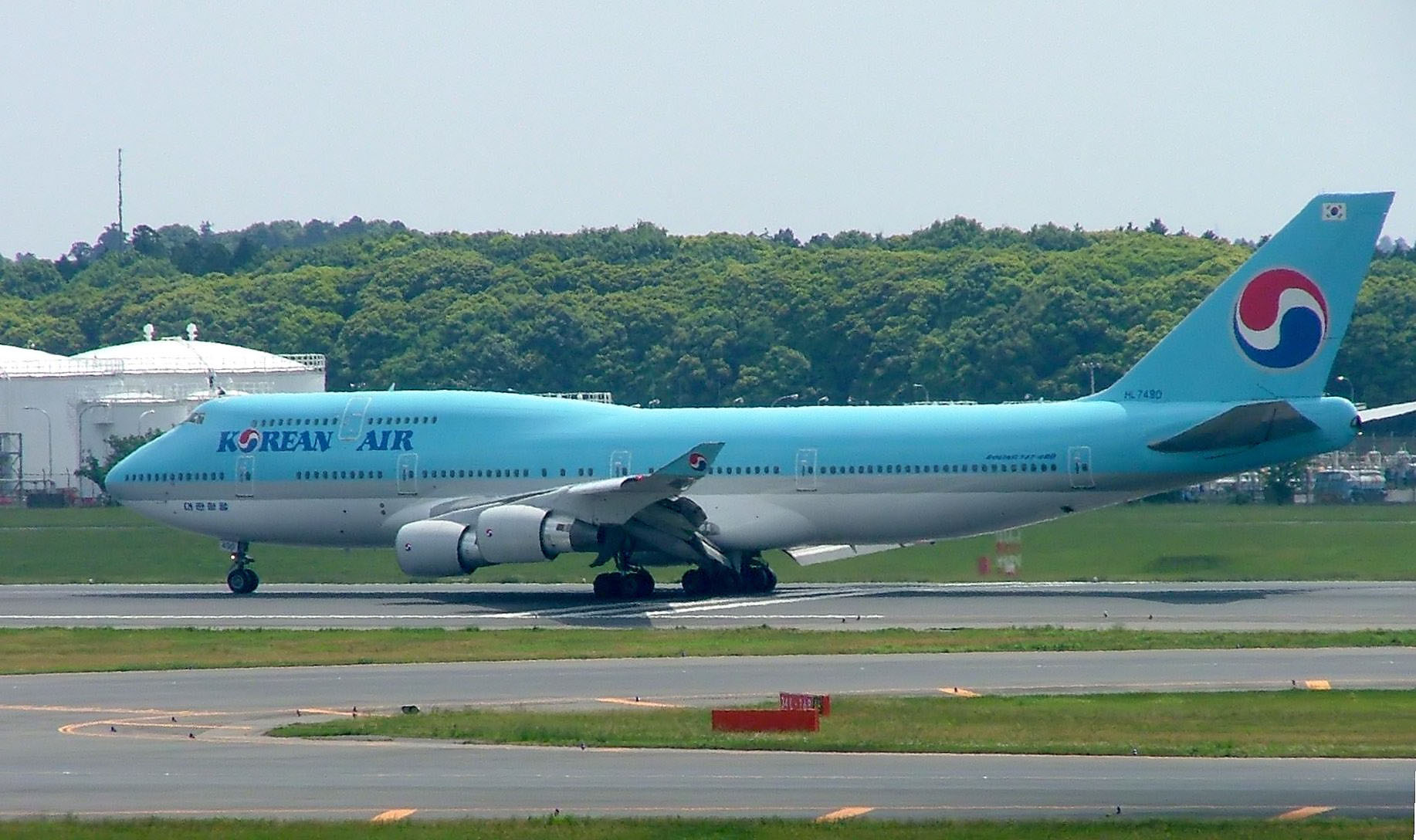
Boeing 747-400
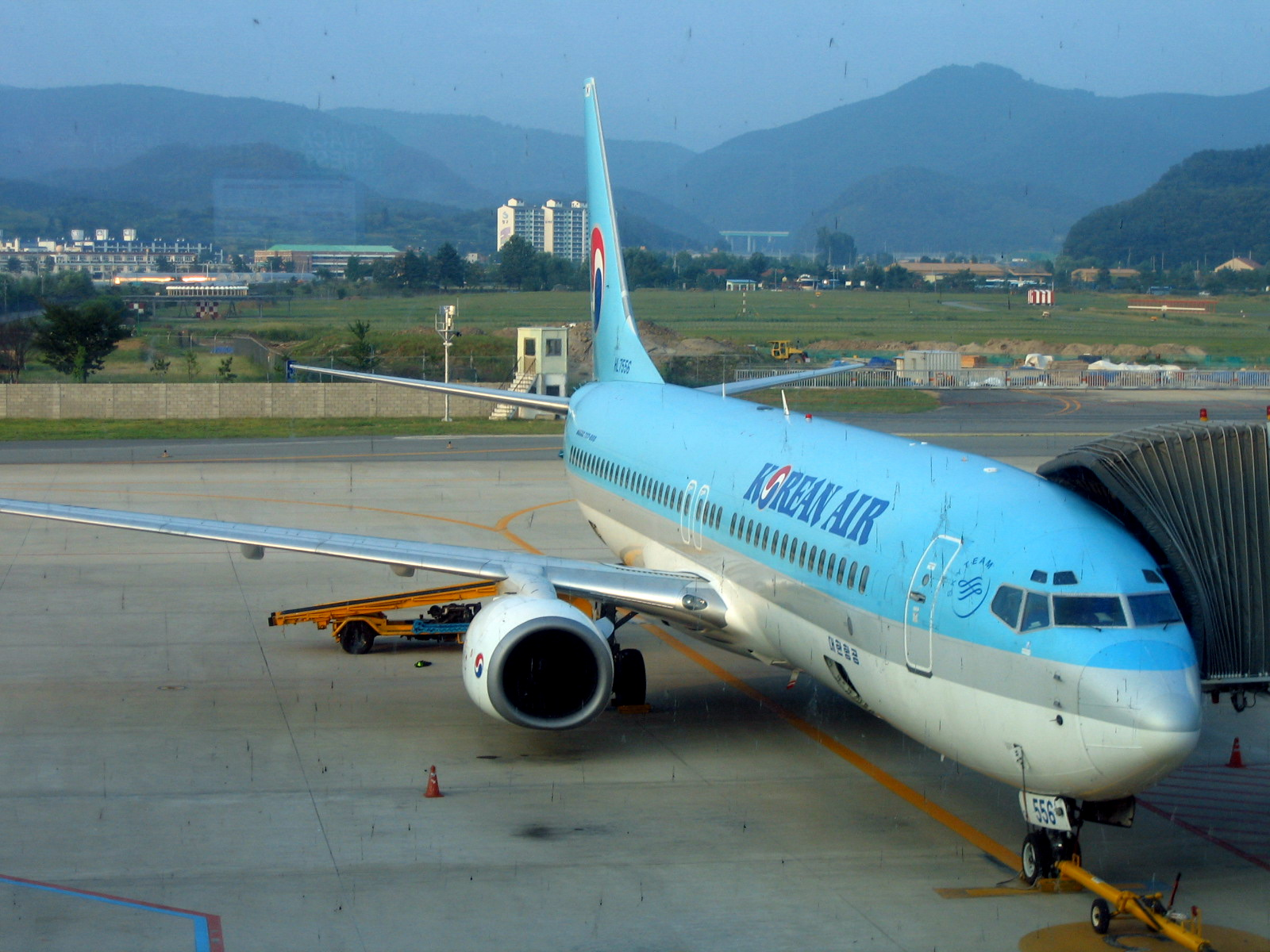
Boeing 737 в Міжнародному аеропорту Тэгу
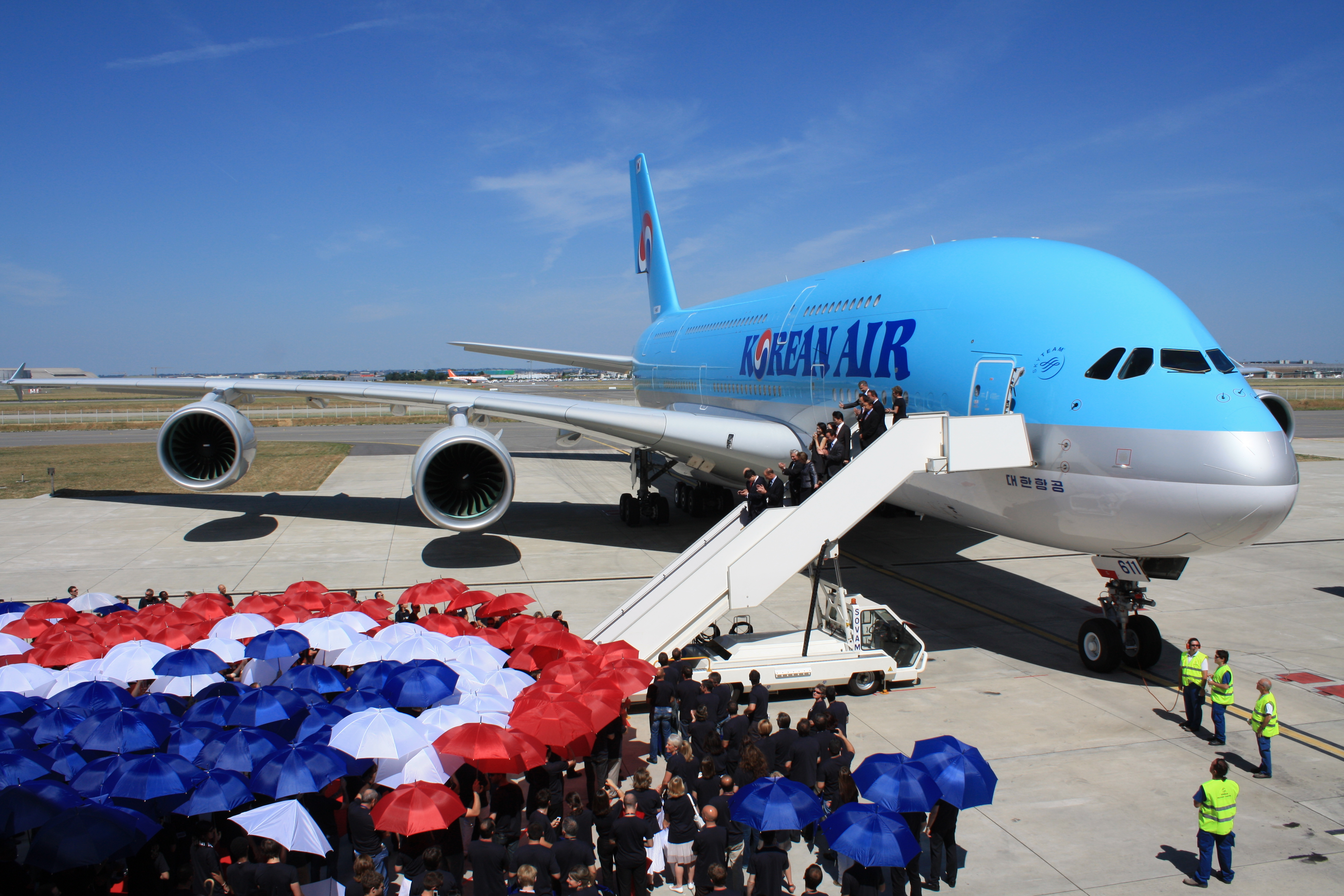
Airbus A380 — Korean Air Lines приймає доставку свого першого A380, травень 2011 р.
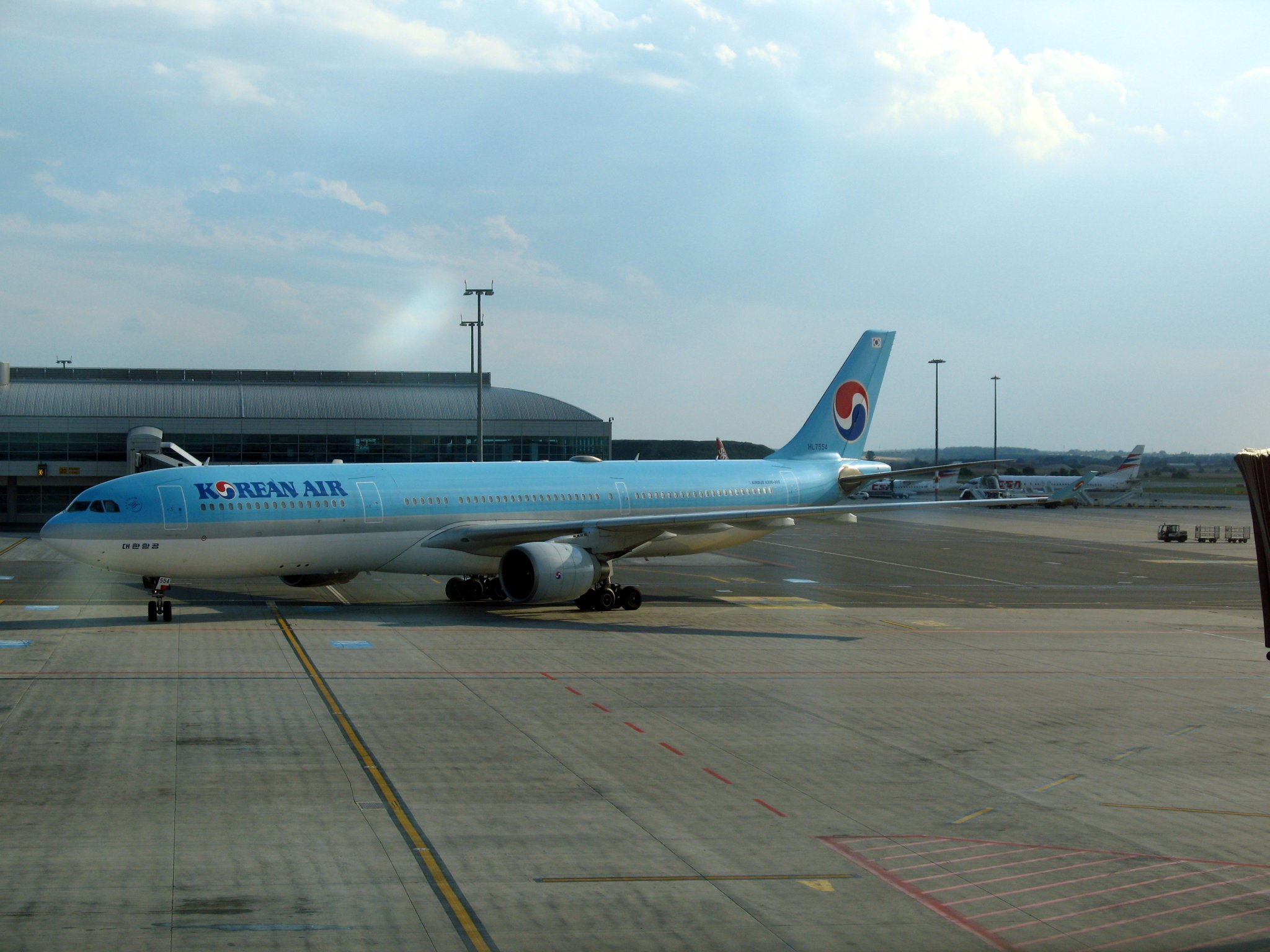
Airbus A330 Korean Air в [[Прага (аеропорт)|Міжнародному аеропорту Праги
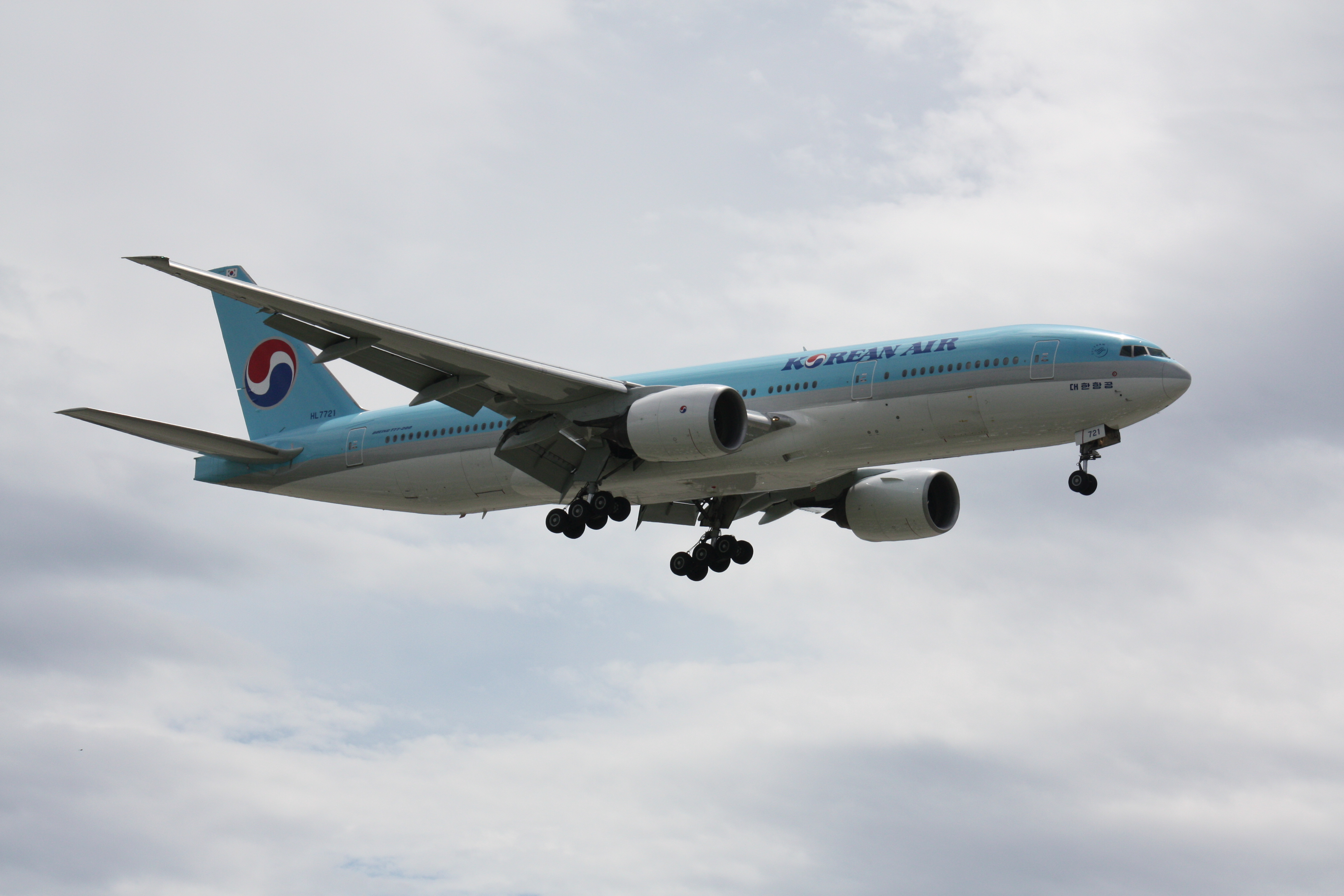
Посадка Boeing 777 Korean Air в [[Міжнародний аеропорт Ванкувер|Міжнародному аеропорту Ванкувера